# Aphrastochthonius similis
Espèce
Aphrastochthonius similis est une espèce de pseudoscorpions de la famille des Chthoniidae.

## Distribution
Cette espèce est endémique de Californie aux États-Unis. Elle se rencontre dans la grotte Cadow's Cave dans le comté de Calaveras.

## Description
La femelle holotype mesure 1,1 mm.

## Publication originale
- Muchmore, 1984 : New cavernicolous pseudoscorpions from California (Pseudoscorpionida, Chthoniidae and Garypidae). Journal of Arachnology, vol. 12, no 2, p. 171-175 (texte intégral).